# One Piece Film: Red
One Piece Film: Red (Nhật: ONE PIECE FILM: RED Hepburn: Wan Pīsu Firumu: Reddo) là bộ phim hoạt hình anime của Nhật Bản thuộc thể loại kỳ ảo, hành động-phiêu lưu được sản xuất bởi Toei Animation. Đây là phần phim thứ 15 trong loạt phim điện ảnh của One Piece, dựa trên bộ truyện manga nổi tiếng cùng tên của tác giả Eiichiro Oda. Phim được công bố lần đầu tiên vào ngày 21/11/2021 để kỷ niệm sự ra mắt tập phim thứ 1000 của bộ anime One Piece và sau khi tập phim này được phát sóng, đoạn quảng cáo và áp phích chính thức của phim cũng chính thức được công bố. Phim dự kiến sẽ phát hành vào ngày 6 tháng 8 năm 2022. Bộ phim được giới thiệu sẽ là hành trình xoay quanh một nhân vật nữ mới có tên là Uta cùng với Shanks "Tóc Đỏ".
Bộ phim được khởi chiếu tại Việt Nam vào ngày 25 tháng 11 năm 2022.
Vào ngày 6/8/2023, để chào mừng cho sự ra mắt hoàn chỉnh hình thái Gear 5 của Luffy trên Anime tập 1071, sau khi ra mắt tập phim, phim điện ảnh ONE PIECE FILM RED được thông báo sẽ tái công chiếu trong vòng 1 tháng từ ngày 20/10/2023 tại 366 cụm rạp trên toàn Nhật Bản. Phim sẽ được tái công chiếu với bản Encore ở độ phân giải 4K cùng nhiều cải tiến. Doanh thu của bộ phim sẽ được cộng vào tổng doanh thu trước đó. Lý do bộ phim quay trở lại là có nhiều người nói rằng sau khi phát hành phim trên đĩa Blu-Ray, chúng tôi mong muốn chất lượng vượt trội này sẽ được tiếp nối trên màn ảnh rộng.

## Nội dung
Bối cảnh One Piece Film Red diễn ra ở hòn đảo âm nhạc Elegia, nơi diva nổi tiếng bậc nhất thế giới tên Uta thực hiện buổi biểu diễn trực tiếp đầu tiên trước công chúng. Uta đứng trên sân khấu với một ước mơ giản dị rằng “Âm nhạc của tôi sẽ khiến cho thế giới hạnh phúc”. Đằng sau hình ảnh cô ca sĩ sở hữu giọng hát được đánh giá “Ở đẳng cấp hoàn toàn khác”, là một thân thế vô cùng bí ẩn được che giấu. Băng hải tặc Mũ Rơm và các fan khác của Uta từ nhiều thế lực khác nhau như hải tặc lẫn hải quân đều đã cùng tề tựu về buổi biểu diễn này. Biến cố bắt đầu ngay khi sự thật kinh hoàng được tiết lộ rằng Uta chính là “con gái của Shanks”. Luffy và Uta lần đầu tiên hội ngộ sau lần gặp gỡ vào 12 năm trước tại Làng Foosha.

## Diễn viên
| Nhân vật          | Diễn viên lồng tiếng gốc       | Diễn viên lồng tiếng tiếng Việt |
| ----------------- | ------------------------------ | ------------------------------- |
| Uta               | Nazuka Kaori, Ado (giọng hát)  | TBC                             |
| Monkey D. Luffy   | Tanaka Mayumi                  | TBC                             |
| Roronoa Zoro      | Nakai Kazuya                   | TBC                             |
| Nami              | Okamura Akemi                  | TBC                             |
| Usopp             | Yamaguchi Kappei               | TBC                             |
| Sanji             | Hirata Hiroaki                 | TBC                             |
| Tony Tony Chopper | Ōtani Ikue                     | TBC                             |
| Nico Robin        | Yamaguchi Yuriko               | TBC                             |
| Franky            | Yao Kazuki                     | TBC                             |
| Brook             | Chō                            | TBC                             |
| Jinbei            | Gōri Daisuke và Hōki Katsuhisa | TBC                             |
| Shanks "Tóc Đỏ"   | Ikeda Shūichi                  | TBC                             |
| Gordon            | Tsuda Kenjiro                  | TBC                             |
| Romy              | Niitsu Chise                   | TBC                             |
| Yorueka           | Kaji Yuki                      | TBC                             |

## Sản xuất

### Phát triển

Logo của One Piece Film: Red

Vị trí đạo diễn của phim sẽ do Gorō Taniguchi đảm nhận, người trước đây đã từng cầm trịch vị trí đạo diễn tập phim OVA, One Piece: Defeat The Pirate Ganzack!, được sản xuất bởi Production I.G và ra mắt năm 1998. Đây là sẽ bộ phim hoạt hình chuyển thể từ manga đầu tiên được phát hành trước khi anime phát sóng với số suất chiếu giới hạn tại Nhật Bản. Oda nói rằng Taniguchi là "người đầu tiên làm phim về Luffy". Sau công bố đầu tiên từ bộ phim vào tháng 11 năm 2021, Taniguchi chia sẻ rằng anh muốn thể hiện một One Piece chưa từng được thấy từ trước đến nay và nó sẽ được chiếu trong One Piece Film: Red.
Theo Shinji Shimizu, nhân viên của Toei Animation kiêm nhà sản xuất của bộ anime One Piece, chia sẻ rằng One Piece Film: Red là bộ phim điện ảnh One Piece duy nhất mà Eiichiro Oda tham gia tích cực nhất. Trong bộ phim lần này, Oda sẽ một mình đảm nhiệm 3 nhiệm vụ bao gồm nhà điều hành sản xuất, thiết kế nhân vật kiêm kiểm duyệt kịch bản của phim. Anh cũng nói thêm rằng bộ phim này sẽ khác so với các bộ phim điện ảnh One Piece trước đây. Nó sẽ là sự kết hợp giữa hoạt hình 2D và hoạt hình 3D CGI với phần hoạt hình chính sẽ là 2D kèm với một số phân cảnh 3D CGI để tạo nên sự tác động mạnh mẽ của phim.
Kịch bản của phim đã được Oda, Taniguchi và Tsutomu Kuroiwa thảo luận trong hơn hai năm. Và sau khi hoàn thành, Oda đã dành lời có cánh cho kịch bản cuối cùng rằng: "Nó thật dị thường!". Tsutomu Kuroiwa, nhà biên kịch, đã đảm bảo rằng One Piece Film: Red sẽ là một bộ phim tuyệt vời chạm đến trái tim của nhiều người.

### Âm nhạc
Phần nhạc phim được sáng tác bởi Yasutaka Nakata, và ca khúc chủ đề của phim là "New Genesis" do Ado thể hiện và Nakata sản xuất. Ado cũng đã biểu diễn sáu ca khúc có sự góp mặt của Mrs. Green Apple, Vaundy, Fake Type, Hiroyuki Sawano, Yuta Orisaka và Motohiro Hata trong mỗi ca khúc. Toei Animation và Ado đã phát hành các video âm nhạc tương ứng của họ trên YouTube. Album Uta no Uta: One Piece Film Red, bao gồm tất cả các ca khúc trong bộ phim được phát hành vào ngày 10 tháng 8 năm 2022, trong khi album nhạc do Avex xuất bản, gồm 47 ca khúc được phát hành vào ngày 28 tháng 10 năm 2022.
| Danh sách track Uta no Uta: One Piece Film Red | Danh sách track Uta no Uta: One Piece Film Red                                  | Danh sách track Uta no Uta: One Piece Film Red | Danh sách track Uta no Uta: One Piece Film Red | Danh sách track Uta no Uta: One Piece Film Red | Danh sách track Uta no Uta: One Piece Film Red |
| STT                                            | Nhan đề                                                                         | Phổ lời                                        | Phổ nhạc                                       | Trình bày                                      | Thời lượng                                     |
| ---------------------------------------------- | ------------------------------------------------------------------------------- | ---------------------------------------------- | ---------------------------------------------- | ---------------------------------------------- | ---------------------------------------------- |
| 1.                                             | "New Genesis (Thời đại mới) (新時代, Shin Jidai)"                               | Yasutaka Nakata                                | Yasutaka Nakata                                | Ado                                            | 3:49                                           |
| 2.                                             | "I'm Invincible (Ta là kẻ mạnh nhất) (私は最強, Watashi wa Saikyō)"             | Motoki Omori                                   | Mrs. Green Apple                               | Ado                                            | 4:17                                           |
| 3.                                             | "Backlight (Ngược sáng) (逆光, Gyakkō)"                                         | Vaundy                                         | Vaundy                                         | Ado                                            | 3:57                                           |
| 4.                                             | "Fleeting Lullaby (Khúc ru của UTA) (ウタカタララバイ, Utakata Rarabai)"        | Tophamhat-Kyo                                  | Fake Type.                                     | Ado                                            | 2:53                                           |
| 5.                                             | "Tot Musica"                                                                    | cAnON.                                         | Hiroyuki Sawano                                | Ado                                            | 3:16                                           |
| 6.                                             | "The World's Continuation (Thế giới xoay vần) (世界のつづき, Sekai no Tsuzuki)" | Yuta Orisaka                                   | Yuta Orisaka                                   | Ado                                            | 4:48                                           |
| 7.                                             | "Where the Wind Blows (Nơi ngọn gió thổi) (風のゆくえ, Kaze no Yukue)"          | Motohiro Hata                                  | Motohiro Hata                                  | Ado                                            | 4:33                                           |
| 8.                                             | "Binks' Sake (ビンクスの酒, Binkusu no Sake)"                                   | Eiichiro Oda                                   | Kohei Tanaka                                   | Ado                                            | 3:27                                           |
| Tổng thời lượng:                               | Tổng thời lượng:                                                                | Tổng thời lượng:                               | Tổng thời lượng:                               | Tổng thời lượng:                               | 30:53                                          |

## Tác phẩm liên quan

### Tiểu thuyết
Vào tháng 6 năm 2022, nhà xuất bản Shueisha thông báo sẽ phát hành một phiên bản tiểu thuyết của phim dưới ấn hiệu Jump J-Books. Esaka Jun là tác giả chấp bút cho tiểu thuyết. Vào ngày 9 tháng 8, Shueisha đã cho phát hành cuốn tiểu thuyết này tại Nhật Bản.
| #                                                                                            | Nhan đề            | Phát hành tiếng Nhật                 | Phát hành tiếng Việt                  |
| -------------------------------------------------------------------------------------------- | ------------------ | ------------------------------------ | ------------------------------------- |
| 1                                                                                            | ONE PIECE FILM RED | 9 tháng 8 năm 2022 978-4-08-703523-0 | 2 tháng 12 năm 2022 978-604-2-28000-6 |
| Mã ISBN tiếng Việt được lấy từ Cục Xuất bản, In và Phát hành - Bộ thông tin và truyền thông. |                    |                                      |                                       |

### Nhật ký Uta
"Nhật ký Uta (ウタ日記)" là một vài tập phim ngắn liên quan đến bộ phim đã được đăng tải trên YouTube "Kênh YouTube chính thức của ONE PIECE (ONE PIECE公式YouTubeチャンネル Wanpīsu kōshiki yūchūbu chan'neru)" trước khi bộ phim được phát hành. Uta xuất hiện trong mô hình 3D CGI (chụp chuyển động) và video được sản xuất giống như các VTuber.
| Số tập | Tiêu đề                                                              | Ngày phát sóng gốc |
| ------ | -------------------------------------------------------------------- | ------------------ |
| 1      | "Tôi sẽ bắt đầu phát trực tuyến!" (配信はじめるよー！)               | 8 tháng 6, 2022    |
| 2      | "Tôi là người mạnh nhất!" (私は最強 語っちゃうよー！)                | 22 tháng 6, 2022   |
| 3      | "Whoa!!" (とおっ!!)                                                  | 6 tháng 7, 2022    |
| 4      | "Hãy nhanh chóng thay quần áo!" (パパッと早着替え！)                 | 20 tháng 7, 2022   |
| 5      | "Cái gì!? Nghe có vẻ là bây giờ!?" (何!?今の音!?)                    | 27 tháng 7, 2022   |
| 6      | "Hẹn gặp lại các bạn tại buổi hòa nhạc!!" (会場で会おー!!)           | 3 tháng 8, 2022    |
|        | "NHK Kōhaku Uta Gassen lần thứ 73! !" (第７３回ＮＨＫ紅白歌合戦！！) | 16 tháng 11, 2022  |
|        | (TV LIVE TOUR発表メッセージ)                                         | 23 tháng 11, 2022  |
|        | (FNS歌謡祭 アフタートーク)                                           | 14 tháng 12, 2022  |
|        | (JF2023 アフタートーク)                                              | 18 tháng 12, 2022  |
|        | (CDTV ライブ！ライブ！ アフタートーク)                               | 19 tháng 12, 2022  |
|        | (Mステ ウルトラSUPER LIVE アフタートーク)                            | 23 tháng 12, 2022  |

### Các tập phim liên kết với phim
Nhằm quảng bá cho One Piece Film: Red, hai tập phim là 1029 "Ký ức mơ hồ! Luffy và con gái của Tóc Đỏ - Uta!" (淡い記憶 ルフィと赤髪の娘ウタ Awai Kioku - Rufi to Akagami no Musume Uta) và 1030 "Lời hứa cho Thời Đại Mới! Luffy và Uta!" (新時代の誓い！ルフィとウタ Shin Jidai no Chikai! Rufi to Uta) đã được phát sóng.
Tập phim mô tả các sự kiện của dòng thời gian từ cuộc đổ bộ của băng hải tặc tóc đỏ ở Vương quốc Goa 13 năm trước đến cuộc tấn công vào Elegia một năm sau đó, và cũng có sự tham gia của Zoro, Nami, Usopp và Sanji thời thơ ấu và một số nhân vật liên quan của họ.

## Phát hành

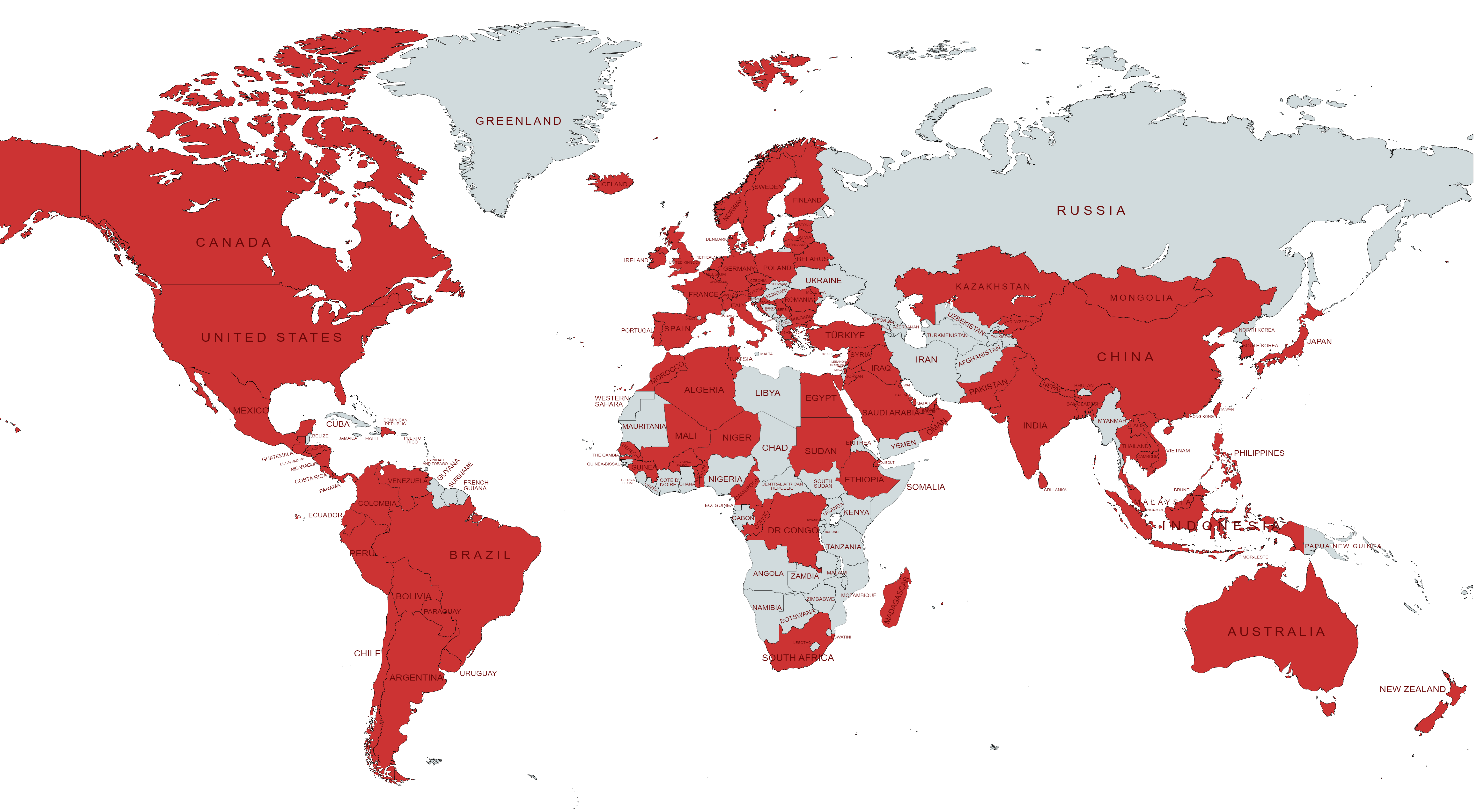
Bản đồ thế giới hiển thị các khu vực nơi bộ phim đã/đang/sẽ ra rạp (màu đỏ).

Bộ phim đã có buổi công chiếu đầu tiên trên toàn thế giới tại Nippon Budokan, Tokyo vào ngày 22 tháng 7 năm 2022 và được phát hành rạp trên 495 rạp ở Nhật Bản vào ngày 6 tháng 8 năm 2022, bởi nhà phân phối Toei Company. Bộ phim đã có buổi công chiếu IMAX tại Nhật Bản với 27 cụm rạp, đây là bộ phim One Piece đầu tiên có định dạng này. Ngoài ra, bộ phim cũng có thêm định dạng MX4D, 4DX và Dolby Atmos.
Pathé Films sẽ phát hành bộ phim ở các khu vực nói tiếng Pháp, có phụ đề và lồng tiếng Pháp. Tại Bỉ, Luxembourg, Thụy Sĩ vào ngày 13 tháng 10 năm 2022.
Tại Đài Loan, bộ phim đã được phát hành vào ngày 19 tháng 8 năm 2022. Tại Trung Quốc, bộ phim đã được công chiếu lần đầu tiên tại Liên hoan phim Quốc tế Bắc Kinh vào ngày 21 tháng 8 năm 2022. Tại Hồng Kông và Ma Cao được phát hành bằng tiếng Quảng Đông, phụ đề và lồng tiếng vào ngày 25 tháng 8 năm 2022. Tại Thái Lan, bộ phim đã có buổi ra mắt người hâm mộ từ ngày 16 đến ngày 21 tháng 8 và được phát hành rộng rãi vào ngày 25 tháng 8 bởi nhà phân phối Japan Anime Movie (JAM) Thái Lan.
Odex thông báo rằng họ sẽ phân phối bộ phim ở Singapore, Philippines, Malaysia và Ấn Độ. Tại Singapore, phim sẽ được phát hành vào ngày 29 tháng 9 năm 2022. Tại Malaysia, phim phát hành vào ngày 22 tháng 9 năm 2022. Tại Hà Lan, phim phát hành vào ngày 8 tháng 9 năm 2022. Tại Philippines, các buổi chiếu dành cho người hâm mộ vào ngày 17 và 18 tháng 9 năm 2022 và chính thức phát hành vào ngày 28 tháng 9 năm 2022. CGV đã công bố teaser về việc phát hành tại Việt Nam trên kênh YouTube địa phương của mình, cùng với ngày phát hành 25 tháng 11 năm 2022 của Tagger.

## Doanh thu

#### Nhật Bản
Tại Nhật Bản, sau 177 ngày công chiếu, tính đến hết ngày công chiếu cuối cùng (29/1/2023), bộ phim đã đạt doanh thu kỷ lục 19,7 tỷ Yên và tổng doanh thu toàn thế giới lên đến con số 31,9 tỷ Yên với 14,27 triệu lượt khán giả ra rạp. Đây chính là bộ phim điện ảnh của One Piece có doanh thu khủng nhất từ trước đến nay. Tuy nhiên, sau buổi tái chiếu ở định dạng "Encore" với chất lượng 4K trong vòng 1 tháng từ ngày 20/10 đến 19/11/2023 tại Nhật, thì tổng doanh thu của bộ phim được cộng lại lên đến 20,34 tỷ Yên (chỉ tính riêng tại Nhật) với tổng 17,47 triệu lượt khán giả ra rạp trên toàn thế giới.

#### Việt Nam
Chỉ trong 3 ngày suất chiếu sớm đặc biệt từ 18/11 đến 20/11/2022, bộ phim đã thu về 86.000 lượt đặt vé trước, đạt doanh thu hơn 30 tỷ đồng với hơn 340.000 lượt khán giả ra rạp. Con số “khủng” này đã giúp tác phẩm lọt top 1 phim hoạt hình, top 5 phim điện ảnh có doanh thu đặt trước cao nhất mọi thời đại tại Việt Nam.
Mặc dù vậy, sau khi khởi chiếu chính thức thì phim cũng gặp nhiều khó khăn khi phải đối đầu với bom tấn đến từ nhà Marvel Black Panther hay tác phẩm quy tụ dàn sao khủng The Menu, nhưng bộ phim hoạt hình anime Nhật Bản vẫn tạo nên cơn sốt khi đạt thêm doanh thu gần 20 tỷ đồng.
Sau khi kết thúc công chiếu, tổng doanh thu của phim điện ảnh One Piece Film: Red tại Việt Nam là 49.608.259.986 đồng.

#### Bắc Mĩ
Ngay tại thị trường Bắc Mĩ, vào ngày 3, 4 và 5/11, bộ phim đã thu về được 7.515.251 USD, đạt 574% so với doanh thu phòng vé cuối cùng của One Piece: Stampede, doanh thu bao gồm cả khu vực Hoa Kỳ và Canada.

## Giải thưởng và đề cử
| Năm  | Giải thưởng                     | Hạng mục                                                   | Người nhận giải                          | Kết quả      | Ref.          |
| ---- | ------------------------------- | ---------------------------------------------------------- | ---------------------------------------- | ------------ | ------------- |
| 2022 | MTV Video Music Awards Japan    | Bài hát của năm                                            | "New Genesis"                            | Đoạt giải    | [ 41 ]        |
| 2022 | 64th Japan Record Awards        | Giải thưởng Công việc Xuất sắc                             | "New Genesis"                            | Đoạt giải    | [ 42 ]        |
| 2022 | 2022 Internet Buzzword Awards   | Hạng 1 trong danh sách                                     | Uta                                      | Đoạt giải    | [ 43 ]        |
| 2023 | 77th Mainichi Film Awards       | Phim Hoạt hình hay nhất / Ōfuji Noburō Award               | One Piece Film: Red                      | Đề cử        | [ 44 ]        |
| 2023 | 7th Crunchyroll Anime Awards    | Bộ phim hay nhất                                           | One Piece Film: Red                      | Đề cử        | [ 45 ]        |
| 2023 | 7th Crunchyroll Anime Awards    | Bài hát Anime hay nhất                                     | "New Genesis"                            | Đề cử        | [ 45 ]        |
| 2023 | 46th Japan Academy Film Prize   | Giải Đặc biệt (The Chairman's Distinguished Service Award) | One Piece Film: Red                      | Đoạt giải    | [ 46 ]        |
| 2023 | 46th Japan Academy Film Prize   | Popularity Award (Best Picture)                            | One Piece Film: Red                      | Đoạt giải    | [ 47 ]        |
| 2023 | 46th Japan Academy Film Prize   | Animation of the Year                                      | One Piece Film: Red                      | Chưa công bố | [ 48 ]        |
| 2023 | 2023 Elan d'or Awards           | Elan d'or Award Special Prize                              | One Piece Film: Red Production Committee | Đoạt giải    | [ 49 ]        |
| 2023 | 2023 Tokyo Anime Award Festival | Best Animated Film                                         | One Piece Film: Red                      | Đoạt giải    | [ 50 ] [ 51 ] |
| 2023 | 2023 Tokyo Anime Award Festival | Best Director                                              | Goro Taniguchi                           | Đoạt giải    | [ 50 ] [ 51 ] |
| 2023 | 2023 Tokyo Anime Award Festival | Best Music                                                 | Ado                                      | Đoạt giải    | [ 50 ] [ 51 ] |